# Храм Дунъюэ
Пекинский Храм Восточного Пика (кит. упр. 北京东岳庙, пиньинь Bĕijīng Dōngyuè Miào) — даосский храм Пекина, посвящённый Владыке горы Тайшань, которая является священной горой даосизма. Расположен в районе Чаоян по адресу Чаоянмэньвайдацзе, 141 (东岳庙 朝阳门外大街141号), в 500 м к востоку от станции метро «Чаоянмэнь». Это крупнейший храм даосской школы Чжэнъидао в Северном Китае.
Храм был заложен в 1319 году. Деньги на его постройку собрал Чжан Люсунь (1248—1321), чиновник времён династии Юань, который был учеником Чжан Даолина. Так как Чжан Люсунь умер вскоре после начала строительства, работу продолжил его ученик У Цюаньцзе (1269—1346). В 1322 году было завершено строительство главных залов и главного входа. В 1447 году храм был отреставрирован и получил своё нынешнее имя. Храм перестраивался в 1698 и в 1761 годах. В XX веке храм был закрыт и использовался как школа, административное здание, и даже как жилое помещение, пока в 1996 году не был объявлен национальным достоянием. В 2002 году храм был отреставрирован.
Храмовый комплекс занимает площадь в 4,7 га. Он состоит из трёх дворов и 376 помещений.